# Buchnera (végétal)
Pour l’article homonyme, voir Buchnera_(homonymie).
Genre
Classification APG III (2009)
Buchnera est un genre de plantes de la famille des Orobanchaceae (anciennement Scrophulariaceae) comportant 138 espèces. L'espèce type est Buchnera americana L..

## Répartition
Le genre Buchnera présente une large répartition mondiale plutôt pantropicale et nord-américaine.

## Liste d'espèces
Selon The Plant List :

### Espèces valides
- Buchnera affinis De Wild.
- Buchnera albiflora Skan
- Buchnera americana L.
- Buchnera amethystina Cham. & Schltdl.
- Buchnera andongensis Hiern
- Buchnera androsacea Merxm.
- Buchnera angustissima Bonati
- Buchnera arenicola R.E.Fr.
- Buchnera attenuata Skan
- Buchnera bampsiana Mielcarek
- Buchnera bangweolensis R.E.Fr.
- Buchnera baumii Engl. & Gilg
- Buchnera benthamiana Skan
- Buchnera bequaertii De Wild.
- Buchnera bowalensis A.Chev.
- Buchnera bragaana Engl.
- Buchnera buchneroides (S.Moore) Brenan
- Buchnera buettneri Engl.
- Buchnera bukamensis De Wild.
- Buchnera cambodiana Bonati
- Buchnera candida S.Moore
- Buchnera capitata Burm. f.
- Buchnera chimanimaniensis Philcox
- Buchnera chisumpae Philcox
- Buchnera ciliata Pennell
- Buchnera ciliolata Engl.
- Buchnera congoensis S.Moore
- Buchnera convallicola S.Moore
- Buchnera crassifolia Engl.
- Buchnera cruciata Buch.-Ham. ex D.Don
- Buchnera cryptocephala (Baker) Philcox
- Buchnera descampsii De Wild. & Ledoux
- Buchnera dilungensis Mielcarek
- Buchnera disticha Kunth
- Buchnera dundensis Cavaco
- Buchnera dura Benth.
- Buchnera ebracteolata Philcox
- Buchnera ensifolia Engl.
- Buchnera exserta Fawc.
- Buchnera eylesii S.Moore
- Buchnera filicaulis O.Schwarz
- Buchnera flexuosa Philcox
- Buchnera foliosa Skan
- Buchnera fulgens Engl.
- Buchnera garuensis Pilg.
- Buchnera geminiflora Philcox
- Buchnera gossweileri S.Moore
- Buchnera gracilis R.Br.
- Buchnera granitica S.Moore
- Buchnera henriquesii Engl.
- Buchnera hispida Buch.-Ham. ex D.Don
- Buchnera hockii De Wild.
- Buchnera humilis Skan
- Buchnera humpatensis Hiern
- Buchnera inflata (De Wild.) Skan
- Buchnera jacoborum Fern.Alonso
- Buchnera juncea Cham. & Schltdl.
- Buchnera kassneri S.Moore
- Buchnera keilii Mildbr.
- Buchnera kingaensis Engl.
- Buchnera lastii Engl.
- Buchnera lavandulacea Cham. & Schltdl.
- Buchnera laxiflora Philcox
- Buchnera ledermannii Pilg.
- Buchnera leptostachya Benth.
- Buchnera libenii Mielcarek
- Buchnera linearis R.Br.
- Buchnera lippioides Vatke ex Engl.
- Buchnera lisowskiana Mielcarek
- Buchnera lithospermoides L.
- Buchnera longifolia Kunth
- Buchnera longispicata Schinz
- Buchnera lundensis Cavaco
- Buchnera metallorum P.A.Duvign. & Van Bockstal
- Buchnera minutiflora Engl.
- Buchnera multicaulis Engl.
- Buchnera namuliensis Skan
- Buchnera nervosa Philcox
- Buchnera nigricans (Benth.) Skan
- Buchnera nitida Skan
- Buchnera nuttii Skan
- Buchnera nyassica Gilli
- Buchnera obliqua Benth.
- Buchnera orgyalis S.Moore
- Buchnera pallescens Engl.
- Buchnera palustris (Aubl.) Spreng.
- Buchnera paucidentata Engl. ex Skan
- Buchnera peduncularis Brenan
- Buchnera philcoxii Mielcarek
- Buchnera poggei Engl.
- Buchnera prorepens Engl. & Gilg
- Buchnera pruinosa Gilli
- Buchnera pulcherrima R.E.Fr.
- Buchnera pusilla Kunth
- Buchnera pusilliflora S.Moore
- Buchnera quadrifaria Baker
- Buchnera quangensis Engl.
- Buchnera ramosissima R.Br.
- Buchnera randii S.Moore
- Buchnera rariflora Pennell
- Buchnera reducta Hiern
- Buchnera reissiana Büttner ex Engl.
- Buchnera remotiflora Schinz
- Buchnera retrorsa Philcox
- Buchnera robynsii Mielcarek
- Buchnera rosea Kunth
- Buchnera rubriflora Philcox
- Buchnera rungwensis Engl.
- Buchnera ruwenzoriensis Skan
- Buchnera saigonensis Bonati
- Buchnera scabridula E.A.Bruce
- Buchnera schliebenii Melch.
- Buchnera simplex (Thunb.) Druce
- Buchnera speciosa Skan
- Buchnera splendens Engl.
- Buchnera spruceana Philcox
- Buchnera stachytarphetoides Mildbr. & Melch.
- Buchnera strictissima Engl. & Gilg
- Buchnera subcapitata Engl.
- Buchnera subglabra Philcox
- Buchnera symoensiana Mielcarek
- Buchnera tenella R.Br.
- Buchnera tenuifolia Philcox
- Buchnera tenuissima Philcox
- Buchnera ternifolia Kunth
- Buchnera tetragona R.Br.
- Buchnera tetrasticha Wall. ex Benth.
- Buchnera timorensis Fawc.
- Buchnera tomentosa Blume
- Buchnera trilobata Skan
- Buchnera urticifolia R.Br.
- Buchnera usuiensis Oliv.
- Buchnera vandenberghenii Mielcarek
- Buchnera verbenoides Klotzsch
- Buchnera verdickii Skan
- Buchnera virgata Kunth
- Buchnera welwitschii Engl.
- Buchnera wildii Philcox

### Taxons non résolus
- Buchnera africana L.
- Buchnera angustifolia Raf.
- Buchnera aquatica Wight ex Steud.
- Buchnera aurea Banks ex Benth.
- Buchnera breviflora Pennell
- Buchnera canadensis L.
- Buchnera capitata Benth.
- Buchnera cernua L.
- Buchnera cernua Houtt.
- Buchnera coccinea Benth.
- Buchnera cordifolia L.f.
- Buchnera cuneifolia L.f.
- Buchnera cuneifolia Thunb.
- Buchnera decandollei Govaerts
- Buchnera divaricata L. ex Walp.
- Buchnera elegans D.Dietr.
- Buchnera elongata Benth. ex Griseb.
- Buchnera erinoides Jaroscz
- Buchnera floridana Gand.
- Buchnera foetida Andr.
- Buchnera foetida Schrad.
- Buchnera forbesii D.Dietr.
- Buchnera heyneana D.Dietr.
- Buchnera hydrabadensis Roth
- Buchnera integrifolia Larrañaga
- Buchnera levicaulis Raf.
- Buchnera major Pol.
- Buchnera mexicana Hemsl.
- Buchnera minor (Hemsl.) L.Riley
- Buchnera missurica Raf.
- Buchnera montevidensis Spreng. ex Walp.
- Buchnera moouria Steud.
- Buchnera pedunculata Andr.
- Buchnera peripea Steud.
- Buchnera phoenicea Wall. ex Benth.
- Buchnera pilosa Benth.
- Buchnera pinnata Sessé & Moc.
- Buchnera pinnatifida L.f.
- Buchnera piripea Raeusch.
- Buchnera pusilla De Wild.
- Buchnera ramosa Bonati
- Buchnera rupestris (Sw.) Sw.
- Buchnera tinctoria Bertol.
- Buchnera wallichii Benth.
- Buchnera weberbaueri Diels